# Java-Drehgestell

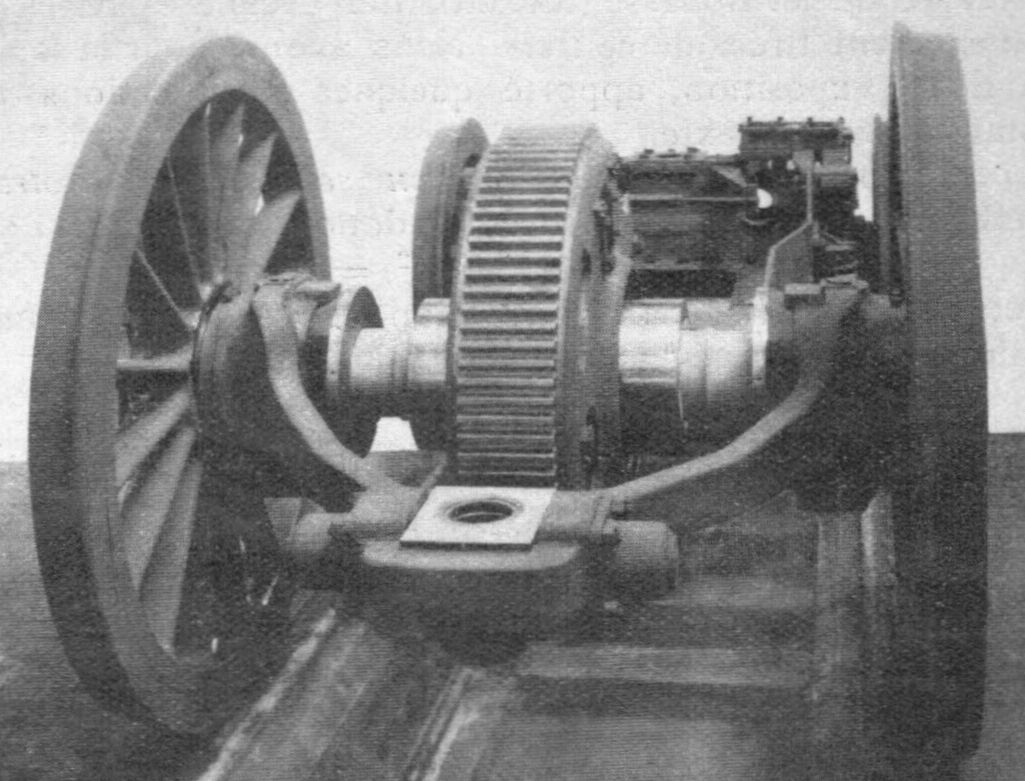
Java-Drehgestell,
vorn die Deichsel mit dem Drehgelenk,
auf der Triebachse (vordere Achse) Zahnrad und Kupplung eines SLM-Universalantriebs

Laufwerk einer (1A)B(A1)-Lokomotive
mit Java-Drehgestellen an den Enden
(außen Lauf- als Adamsachsen, innen Triebachsen) und quer verschiebbare Triebachsen zwischen den Java-Gestellen, oben: Geradeausfahrt; unten: Kurvenfahrt

Das Java-Drehgestell, in der Schweizer Literatur oft auch nur Java-Gestell, war ein von der Schweizerischen Lokomotiv- und Maschinenfabrik (SLM) gefertigtes Drehgestell für Elektrolokomotiven. Es enthielt eine Triebachse und eine Laufachse. Zu seinem Namen kam es, weil es erstmals in den 1925 an die Electrische Staats Spoorwegen (ESS) auf Java gelieferten Schnellzuglokomotiven der Reihe 3000 eingebaut worden war.

## Technik
Die geplante Erhöhung der Höchstgeschwindigkeiten auf den elektrifizierten Hauptstrecken in der Schweiz über 100 km/h hinaus veranlasste den SLM-Konstrukteur Jakob Buchli, den Kurvenlauf der Elektrolokomotiven  zu verbessern. Das Krauss-Helmholtz-Lenkgestell befriedigte auf den kurvenreichen Schweizer Strecken mit ihrem relativ leichten Oberbau zu wenig.
Als Ergebnis seiner Untersuchungen  entstand das später Javagestell genannte Drehgestell.
Dessen vertikale Drehachse  befand sich nahe seiner Triebachse, so dass für sie die Bedingungen  für radiales Einstellen in Kurven optimal waren: der Anlaufwinkel der Räder gegen die Schienen verkleinerte sich. Um noch engere Kurven zwängungsfrei durchfahren zu können, wurde die im Drehgestell von der Drehachse entferntere Laufachse als Adamsachse ausgebildet. Durch die Führungskraft an der Aussenschiene wurde diese Achse schräg nach innen verschoben, wobei der schräge Teil der Verschiebung radiales Einstellen der Achse bewirkte.

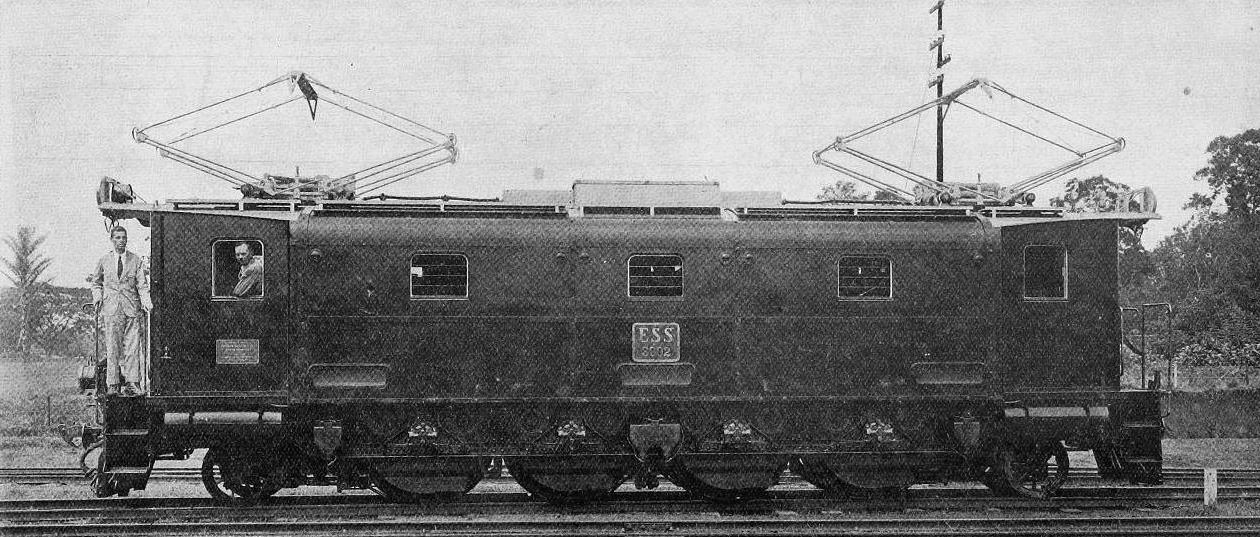
Reihe 3000 der Electrische Staats Spoorwegen (ESS) auf Java.

## Fahrzeuge
In sehr ähnlicher Ausführung und gleicher Spurweite wie die Java-Loks lieferten SLM und BBC zwei Loks 7000–7001 an die Japanische Staatsbahn.
Der grössere Teil der SBB Ae 4/7 wurde ebenfalls mit Java-Gestellen ausgerüstet, die damit sehr gute Laufeigenschaften erhielten. Weil der Unterhalt der Java-Drehgestelle aufwändiger war, wurden sie ab 1966 durch Bisselachsen ersetzt.
Bei den SBB Ae 8/14-Doppellokomotiven (1931/32, 1939) kam das Java-Drehgestell wieder zum Einsatz, bei der letzten erstmals mit zwischen den Achsen liegenden Drehzapfen. Auch die beiden äusseren Triebachsen und die benachbarte Laufachse der SBB Ae 4/6 10801–10806 (1941/42) waren zu einem Javagestell zusammengefasst. Bei den SBB Ae 4/6 10807–10812 (1944/45) kam eine Weiterentwicklung des Javagestells zur Anwendung, bei der Zentrierfedern und eine Rückstellvorrichtung einen stabilen Lauf auf geraden Strecken und einen weichen Kurvenlauf bewirken sollten. Im mechanischen Teil weitgehend der Ae 4/6 nachgebildet war die 1948 nach Holland gelieferte NS-Baureihe 1000. In der Achsanordnung ähnlich aufgebaut war auch die 1941 in Betrieb gesetzte Gasturbinenlok SBB Am 4/6 1101, welche 1958–61 zur Ae 4/6III 10851 umgebaut wurde.
Dank den bereits erwähnten Untersuchungen wurden auch die Drehgestelle mit zwei Triebachsen weiterentwickelt, was u. a. 1944 zum Bau der BLS Ae 4/4 führte. Die Nachfolgerinnen dieser laufachsenlosen Drehgestelllokomotiven lösten nach dem Zweiten Weltkrieg die Rahmenlokomotiven ab. Das Java-Drehgestell wurde infolge  der technischen Weiterentwicklung  des Laufwerks der Elektrolokomotiven nicht mehr benötigt.